# 昭和通 (尼崎市)
昭和通（しょうわどおり）は、兵庫県尼崎市にある町丁。1丁目から9丁目まである。郵便番号は660-0881。座標: 北緯34度43分17.022秒 東経135度24分55.764秒 / 北緯34.72139500度 東経135.41549000度

## 地理
東は西大物町、東大物町に接する。西は崇徳院に接する。北は東難波町、西難波町、南は昭和南通と接する。

## 交通

### 鉄道
鉄道は走っていない

### バス

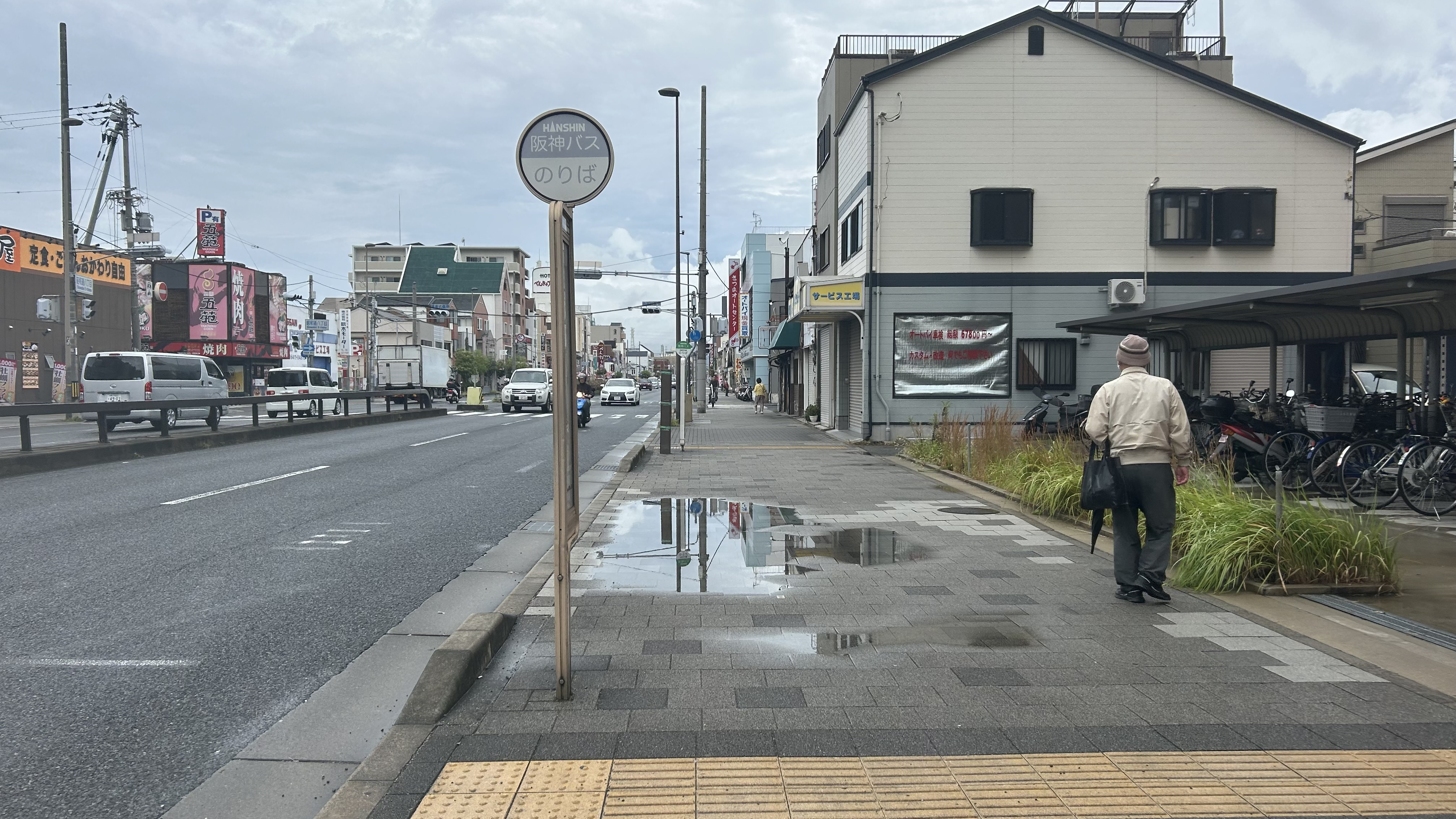
阪神線昭和通八丁目停留所
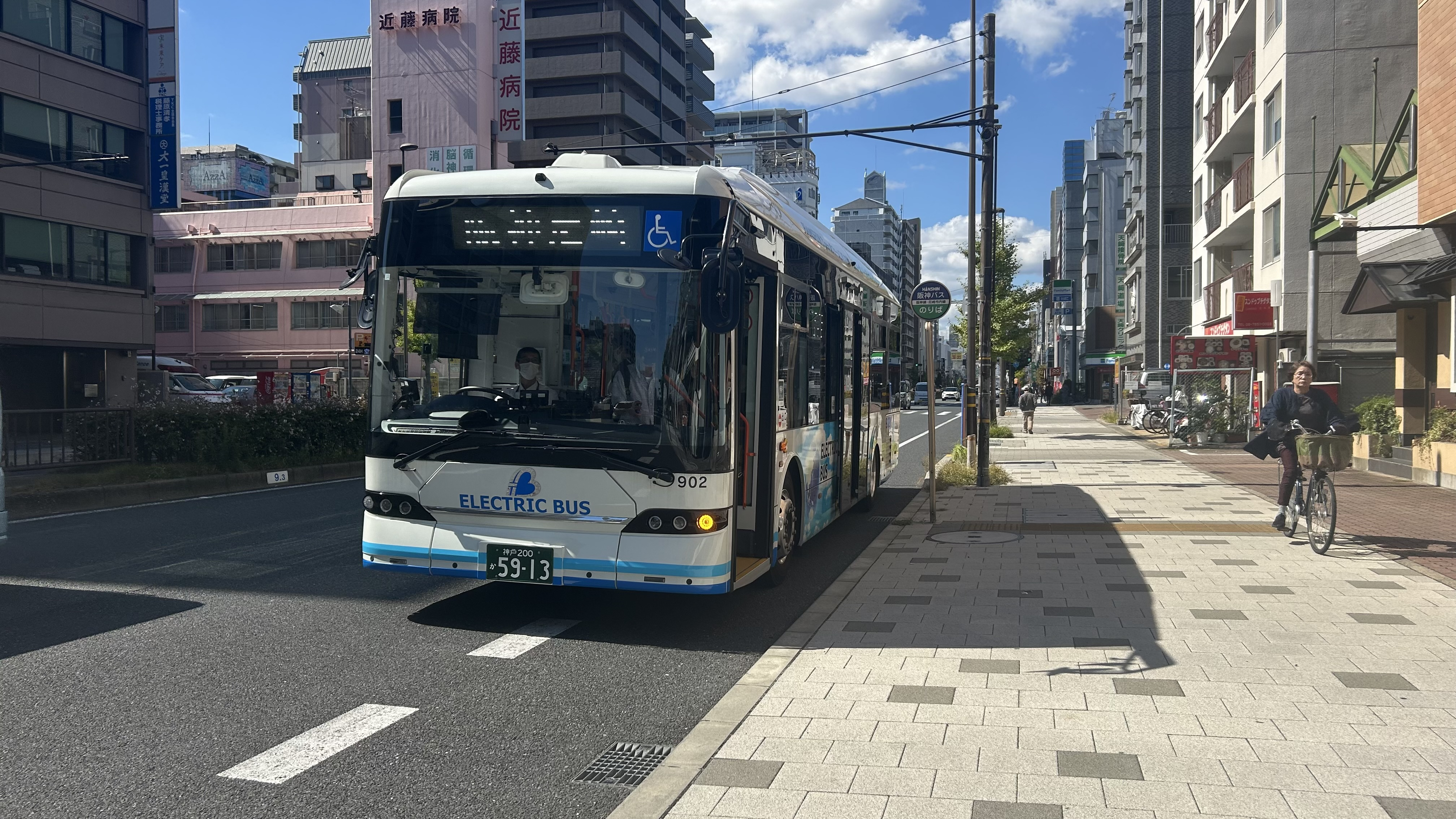
尼崎西宮線

| 路線名     | 業者     | 起点         | 町内の停留所                                                                                         | 終点                   |
| ---------- | -------- | ------------ | --- | ---------------------- |
| 14         | 阪神バス | 阪急塚口     | (西難波町)-昭和通8丁目-(北竹谷町)                                                                    | 阪神出屋敷             |
| 49         | 阪神バス | 阪急武庫之荘 | (西難波町)-昭和通8丁目-(北竹谷町)                                                                    | 阪神出屋敷             |
| 51         | 阪神バス | JR尼崎       | (長洲本通)-社協会館-(東大物町)                                                                       | 阪神杭瀬               |
| 52         | 阪神バス | JR尼崎       | (長洲本通)-社協会館-(東大物町)                                                                       | コスモ工業団地前       |
| AD1        | 阪神バス | 武庫営業所   | (西難波町)-昭和通8丁目-難波-東難波-(神田中通)-尼崎文化センター前-県立尼崎高校前-社協会館-(東大物町)  | 尼崎ドライブスクール前 |
| AD2        | 阪神バス | 阪急塚口     | (神田中通)-尼崎文化センター前-県立尼崎高校前-社協会館-(東大物町)                                     | 尼崎ドライブスクール前 |
| AD3        | 阪神バス | 阪急園田     | (長洲本通)-社協会館-(東大物町)                                                                       | 尼崎ドライブスクール前 |
| 尼崎西宮線 | 阪神バス | 阪神西宮     | (浜田町)-西難波-昭和通八丁目-難波-東難波-阪神尼崎駅北-(御園町)                                       | 阪神尼崎               |
| 尼崎宝塚線 | 阪神バス | 宝塚         | (浜田町)-西難波-昭和通八丁目-難波-東難波-阪神尼崎駅北-(御園町)                                       | 阪神尼崎               |
| 杭瀬宝塚線 | 阪神バス | 宝塚         | (浜田町)-西難波-昭和通八丁目-難波-東難波-阪神尼崎駅北-尼崎文化センター前-県立尼崎高校前-(杭瀬南新町) | 阪神杭瀬駅北           |

- 阪神線昭和通八丁目停留所
- 尼崎西宮線

## 校区[3]
| 丁目 | 番地         | 小学校       | 中学校     |
| ---- | ------------ | ------------ | ---------- |
| 1    | 1～9         | 明城小学校   | 成良中学校 |
| 1    | 10～21       | 金楽寺小学校 | 成良中学校 |
| 2    | 1~6          | 明城小学校   | 成良中学校 |
| 2    | 7～14        | 金楽寺小学校 | 成良中学校 |
| 3    | 全域         | 明城小学校   | 成良中学校 |
| 4    | 44、114～125 | 竹谷小学校   | 中央中学校 |
| 4    | 126～1376～  | 明城小学校   | 成良中学校 |
| 5    | 全域         | 竹谷小学校   | 中央中学校 |
| 6    | 全域         | 竹谷小学校   | 中央中学校 |
| 7    | 全域         | 竹谷小学校   | 中央中学校 |
| 8    | 全域         | 竹谷小学校   | 中央中学校 |
| 9    | 全域         | 竹谷小学校   | 中央中学校 |

## 施設

### 1丁目
- 丸亀製麺尼崎大物

### 2丁目
- 尼崎市総合文化センター
- 都ホテル尼崎
- ファミリーマート 尼崎南警察署前店

### 3丁目
- 三井住友銀行 尼崎支店
- みずほ銀行 尼崎支店

### 4丁目
- 近藤病院

### 6丁目
- 尼崎信用金庫 難波支店

### 7丁目
- りそな銀行尼崎支店
- セブン-イレブン 尼崎昭和通７丁目店
- びっくりドンキー尼崎昭和通店

### 8丁目
- さとう歯科

### 9丁目
- 福島歯科医院